# Oxyrhachis hera
Oxyrhachis hera är en insektsart som beskrevs av Capener 1962. Oxyrhachis hera ingår i släktet Oxyrhachis och familjen hornstritar. Inga underarter finns listade i Catalogue of Life.